# جونيا تاكاهاشي
جونيا تاكاهاشي (باليابانية: 高橋 潤哉) (مواليد 28 مايو 1997) هو لاعب كرة قدم ياباني.

## وصلات خارجية
- جونيا تاكاهاشي على موقع رابطة كرة القدم اليابانية للمحترفين (اليابانية)
- جونيا تاكاهاشي على موقع قاعدة بيانات كرة القدم.إي يو (الإنجليزية)
- جونيا تاكاهاشي على موقع Soccerway.com (الإنجليزية)
- جونيا تاكاهاشي على موقع عالم كرة القدم.نت (الإنجليزية)